# 熊本空港

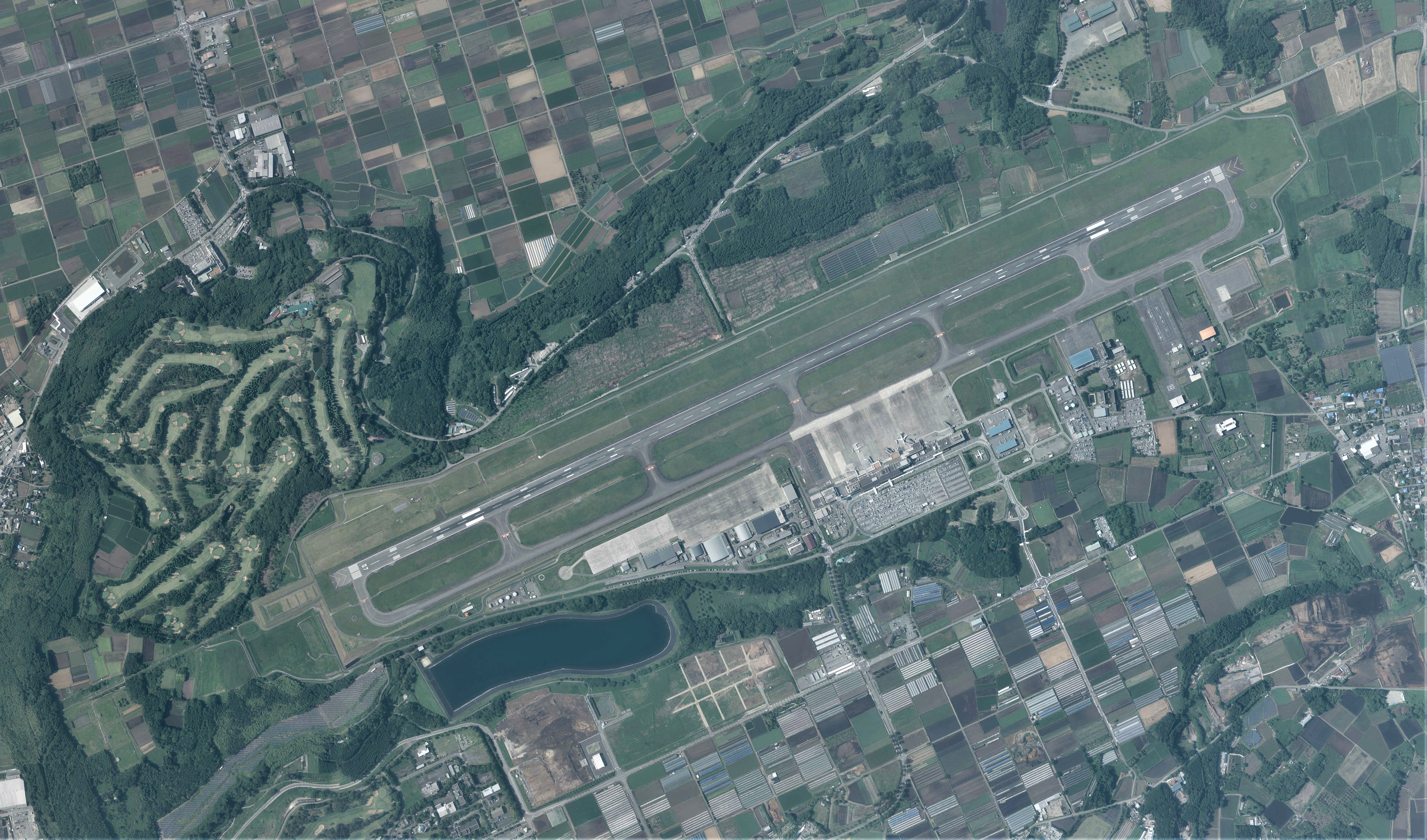
熊本空港周辺の空中写真（2016年撮影の6枚より合成作成）。

熊本空港（くまもとくうこう、英: Kumamoto Airport、IATA: KMJ, ICAO: RJFT）は、熊本県上益城郡益城町にある空港。2020年4月1日より、熊本国際空港株式会社に運営が移管され、コンセッション方式で民営化された。国際航空輸送網又は国内航空輸送網の拠点となる空港として空港法に基づく区分では第4条第1項第6号に該当する空港として政令で定める空港（国管理空港）に区分されている。愛称は阿蘇くまもと空港（あそくまもとくうこう）。

## 概要
熊本市から北東へ約20km、阿蘇山の西側、高遊原台地の上にある。敷地は上益城郡益城町と菊池郡菊陽町との境界を跨いでおり、公的な住所ならびに空港ビル所在地は益城町となっているが、滑走路のほとんどは菊陽町にあたる。
空港周辺が霧の多い場所であるため、ILSカテゴリーIIIb（CATIII-b）で運用しており、（規定以下の横風・機体側の装備・操縦士の保持資格が整えば）自動着陸が可能である。
国の一般会計からの繰り入れを考慮しない営業損益では、2011年度以降黒字となった。空港は2020年4月から、熊本国際空港株式会社に運営が移管し、民営化された。これまでの国内線ターミナルビルを取り壊し、国内・国際線が一体となった新しいターミナルビルが、2023年3月23日に開業した。
陸上自衛隊の高遊原分屯地を併設し、また民間機と滑走路を共用しているため、自衛隊機の発着も見ることができる。CH-47J(A)、OH-6D、UH-1などのヘリコプターが多い。
イギリスの航空・空港関係格付会社スカイトラックス社「世界ベスト空港（World's Best Airport）」国内線部門（調査対象期間：2017年3月～2018年2月）において、熊本空港（当時）が世界第8位に選出された。

## 構想

### 大空港構想
期間：2012年～2016年12月
“品格あふれる美しさ”“先端技術産業の知の集積”“九州を支える空港 機能”が嵌った『日本一広く美しい空港』を目指すことをコンセプトとし、成果として、高雄、香港、ソウル等への国際線の路線誘致を実現している。

### 大空港構想 Next Stage
期間：2016年12月～2023年10月
2016年、熊本県は「大空港構想 Next Stage」を策定した。具体的には、当空港を「熊本地震からの創造的復興のシンボル」とし、空港の活性化を他分野にも波及させるような施策を推進している。

### 新大空港構想
期間：2023年10月～2033年度（予定）
2023年10月26日、「新大空港構想」を策定し、その中で次の4つの柱を掲げた。

#### 1.空港機能の強化
- 熊本空港へのアクセスは、熊本市内や阿蘇方面、宮崎、大分を直通で結ぶ空港リムジンバスやJR豊肥本線の利用に限られているため、熊本県は2022年11月、豊肥本線肥後大津駅から分岐して空港まで乗り入れる「空港アクセス鉄道」の計画を発表した[9]。
- 九州の中心に位置することから、地理的にとらえると利便性の高い当空港は新規路線の就航を目指しており、後述の通り北米路線の就航の検討を加速させているなど、動きを活発化させている[9][11]。
- 先述のように、当空港の空港運用時間は、7:30～21:30 であるが[12]、これについて見直しを求める声が上がっており、熊本県は1時間の延長を検討している。理由について、近隣の空港と比べると、運用時間が比較的短いとされていることや[9]、後述の県内への半導体関連企業の進出に伴い、熊本空港での取り扱い増加が見込まれているためだと説明している[13]。以下は九州地方にある主要空港の運用時間に関する一覧である[12]。

| 名称       | 運用時間（利用時間）                | 種別         |
| ---------- | ----------------------------------- | ------------ |
| 熊本空港   | 14時間(7:30～21:30)                 | 拠点空港     |
| 福岡空港   | 24時間(7:00～22:00)                 | 拠点空港     |
| 北九州空港 | 24時間(24時間)                      | 拠点空港     |
| 長崎空港   | 15時間(7:00～22:00)                 | 拠点空港     |
| 大分空港   | 14時間(7:30～21:30)                 | 拠点空港     |
| 宮崎空港   | 14時間(7:30～21:30)                 | 拠点空港     |
| 鹿児島空港 | 14時間(7:30～21:30)                 | 拠点空港     |
| 那覇空港   | 24時間(24時間)                      | 拠点空港     |
| 佐賀空港   | 18.5時間(6:30～21:00) (0:30～04:30) | 地方管理空港 |

#### 2.産業集積・産業力強化
- シリコンアイランドとも呼ばれる九州に位置することから、半導体関連の企業誘致が進められている[14]。2024年12月27日、台湾積体電路製造（TSMC）は熊本県菊陽町に建設した熊本第1工場が生産を始めたことを明らかにした[10][15]。この進出を皮切りに、半導体関連産業の集積がさらに進んでいく見込みである[9]。

#### 3.交通ネットワークの構築
- 熊本県は、空港周辺や熊本市中心部などでは、激しい交通渋滞が発生しており、早急に対応する必要があると指摘している[9]。またTSMCの進出に伴い、より深刻化しているという[16]。

#### 4.快適な生活ができる街づくり
- 2016年に発生した熊本地震からの復興を進めるため、快適な生活環境の実現に取り組んでいる。また、賑わいを創出させるために、ホテル、MICE等の誘致を行っているという[9][17]。

## 統計

### 利用者数
元のウィキデータクエリを参照してください.

2016年度の年間利用客数は298万2,198人(国内線294万7,589人、国際線3万4,609人) で、着陸回数、旅客数とも日本の空港で第13位、九州沖縄の空港では第4位となっている。

## 歴史

### 旧空港（健軍飛行場）
- 1953年（昭和28年）5月25日 - 熊本飛行場（熊本市健軍町）設置に関する告示
- 1956年（昭和31年）11月1日 - 熊本飛行場建設工事着手
- 1960年（昭和35年）4月1日 - 熊本飛行場供用開始（滑走路長1,200m）。全日空により、大阪 - 大村 - 熊本 - 大分 - 大阪便 (DC-3、毎日 1 便) の運航が開始された[20]（1日1便）
- 1961年（昭和36年）
  - 4月1日 - 全日空 長崎(大村)線に就航
  - 8月1日 - 全日空 大分線に就航
- 1962年（昭和37年）
  - 3月20日 - 東亜航空 小倉線、鹿児島線に就航
  - 4月1日 - 全日空 大阪線に就航
- 1964年（昭和39年）7月1日 - 全日空 東京線に就航
- 1966年（昭和41年）
  - 4月 - 東亜航空 小倉線運休
  - 6月 - 東亜航空 鹿児島線運休
- 1970年（昭和45年）12月30日 - 大阪行きの全日空機（YS-11）が滑走路を離陸できずオーバーランする事故が発生。機体は滑走路端の草地に突っ込んだが乗員・乗客は無事[21]

### 現空港
- 1968年（昭和43年）10月17日 - 新熊本空港起工式
- 1971年（昭和46年）4月1日
  - 現在地に移転。新熊本空港供用開始（滑走路長2,500m）
  - 全日空 名古屋線に就航
- 1972年（昭和47年）12月 - 全日空熊本乗員訓練所開所
- 1973年（昭和48年）
  - 新熊本空港から熊本空港へ名称変更
  - 10月1日  - 全日空 宮崎線に就航
- 1975年（昭和50年）7月23日 - 全日空 沖縄/那覇線に就航
- 1978年（昭和53年）7月20日 - 東亜国内航空 東京線に就航
- 1979年（昭和54年）
  - 5月1日 - 東亜国内航空 高松線に就航
  - 9月26日
    - 日本航空による国際定期便（熊本 - ソウル、使用機材はDC-8）開設。国際線運用が開始
    - 大韓航空 ソウル線に就航
- 1980年（昭和55年）4月1日 - 滑走路2500m→3000mに延伸　供用開始
- 1981年（昭和56年）2月 - 大韓航空 ソウル線を運休
- 1983年（昭和58年）
  - 4月1日 - 国際線ターミナル供用開始
  - 11月30日 - 全日空 宮崎線を運休
- 1987年（昭和62年）11月23日 - 香港ドラゴン航空 香港線に定期チャーターとして就航（1989年春まで週2便）
- 1990年（平成2年）5月31日 - 日本エアシステム 高松線を運休
- 1991年（平成3年）
  - 4月1日 - 日本航空 ソウル線(福岡経由)に就航
  - 4月9日 - 大韓航空 ソウル線運航再開
  - 7月20日 - 日本航空 東京/羽田線に就航
- 1992年（平成4年）6月20日 - 日本エアシステム 札幌線に就航
- 1994年（平成6年）
  - 3月31日 - 日本航空 ソウル線を運休
  - 9月4日
    - 日本航空 大阪/伊丹線、大阪/関西線に就航
    - 全日空 大阪/関西線に就航
- 1995年（平成7年）9月14日 - カテゴリーIIIa運用開始[22]。釧路空港とともに日本初
- 1997年（平成9年）
  - 5月31日 - 大韓航空 ソウル線を運休
  - 8月31日 - 日本航空 大阪/関西線を運休
  - 10月30日 - 日本エアシステム 札幌線を運休
- 1999年（平成11年）
  - 8月1日 - くまもと未来国体にあわせて、国内線ターミナル増築オープン
  - 9月30日 - 全日空熊本乗員訓練所閉所
- 2000年（平成12年）
  - 3月23日 - 天草エアライン 天草線に就航（1日2往復）
  - 4月1日 - 発着できる運用時間が20時30分から21時30分ヘ延長[23]。
- 2002年（平成14年）
  - 7月19日 - 日本エアシステム 大阪/伊丹線に就航
  - 10月1日 - 日本エアシステム 名古屋線に就航
- 2003年（平成15年）
  - 8月1日 - スカイネットアジア航空(現 ソラシドエア) 東京/羽田線に就航（1日6往復）
  - 9月23日 - アシアナ航空 ソウル/仁川線に就航（週3便）
- 2004年（平成16年）
  - 7月15日 - 全日空 大阪/関西線を運休
  - 10月1日 - 天草エアライン 松山線に就航（1日1往復）、また天草線を減便（1日2往復→1往復）
- 2005年（平成17年）10月1日 - J-AIR 名古屋/小牧線に就航
- 2006年（平成18年）
  - 2月16日 - 日本航空 神戸線に就航
  - 4月13日 - カテゴリーIIIbへ運用移行
- 2007年（平成19年）
  - 4月 - 「阿蘇くまもと空港」の愛称使用開始
  - 6月30日 - 日本航空 神戸線を運休
  - 9月 - スカイネットアジア航空 東京/羽田線を減便（1日6往復→4往復）
- 2008年（平成20年）
  - 2月6日 - 新管制塔の運用開始
  - 9月1日 - 天草エアライン 松山線を運休
  - 9月4日 - 天草エアライン 神戸線に就航（1日1往復）
- 2009年（平成21年）
  - 7月23日 - FDA 静岡線に就航（1日1往復）
  - 11月1日 - ANAの那覇線を運休し、スカイネットアジア航空が那覇線に就航（1日2往復）
- 2010年（平成22年）
  - 1月31日 - 日本航空 名古屋/中部線を運休
  - 10月1日 - スカイマーク 東京/羽田線(神戸経由)に就航、、神戸線に就航
  - 10月11日 - 天草エアライン 神戸線を運休
  - 10月31日 - スカイマーク 東京/羽田線の1往復を直行化
  - 12月15日 - 天草エアライン 大阪/伊丹線に就航（1日1往復）
- 2011年（平成23年）
  - 3月26日 - J-AIR 名古屋小牧線を運休
  - 3月27日 - FDA 名古屋/小牧線に就航（1日3往復）
  - 4月1日 - スカイマーク神戸線を減便（1日2往復→1往復）
  - 7月31日 - FDA 静岡線を運休
- 2012年（平成24年）
  - 9月30日 - スカイマーク 神戸線を運休
  - 10月 - 国内線ターミナルリニューアルオープン
- 2013年（平成25年）
  - 3月31日 - スカイネットアジア航空の那覇線を運休し、ANAの那覇線が運航再開
  - 12月20日 - YS-11（JA8712）の展示開始
- 2014年（平成26年）
  - 3月29日 - スカイマーク 東京/羽田線を運休
  - 9月13日 - スカイネットアジア航空 東京/羽田線を増便（1日4往復→5往復）
  - 10月26日 - ジェットスター・ジャパン 成田線・大阪/関西線、名古屋/中部線に就航（それぞれ1日2往復）
- 2015年（平成27年）
  - 10月25日
    - チャイナエアライン 高雄線に就航（週3便）
    - ジェットスター・ジャパン 名古屋/中部線を運休

  - 12月14日 - 香港航空 香港線に就航（週2便）
- 2016年（平成28年）
  - 3月27日 - ジェットスター・ジャパン 大阪/関西線を運休
  - 4月14日 - 熊本地震を受け、4月28日まで航空保安業務の24時間運用を実施[24][25]
  - 4月16日 - 熊本地震によりターミナルビル被害により旅客便欠航。滑走路一部剥離、進入指示灯不点灯、計器散乱のため管制塔使用不能だが、運用可能なため管制業務は気象事務室から小型無線機により継続。滑走路は使用可能であるため、24時間運用され救援物資等の航空拠点になっている[26]
  - 4月17日 - 支援物資を搭載したJAL臨時貨物便が着陸[27]
  - 4月19日 - 午前7時30分から管制塔での業務再開。到着便の一部が運航再開し、午後3時からは一部出発便も再開[28]
  - 6月3日　　　
    - 一部の国際線（高雄線のみ）が再開
    - アシアナ航空と香港航空は再開せず撤退（香港航空の香港線は2023年12月に運航再開、のちにアシアナ航空も2024年11月に運航再開）
- 2017年（平成29年）
  - 1月6日 - ティーウェイ航空 ソウル/仁川線に定期チャーターとして就航（3月1日まで週2便）
  - 4月2日 - エアソウル ソウル/仁川線に定期チャーターとして就航（10月26日まで週2便）
  - 4月28日 - ティーウェイ航空 ソウル/仁川線に就航（週4便）
  - 10月14日 - YS-11（JA8712）展示場が別棟ビル建設予定地となるため展示終了。撤去[29]。
  - 10月29日 - エアソウル ソウル/仁川線に就航（週2便）
  - 11月16日 - 香港エクスプレス 香港線に定期チャーターとして就航（5月17日まで週2便）
  - 12月15日 - エアプサン 釜山線に定期チャーターとして就航（6月9日まで週3便）
- 2018年（平成30年）
  - 3月16日 - エバー航空 台北線チャーター便運航（4月12日まで8往復）
  - 5月20日 - 香港エクスプレス 香港線に就航（週2便）
  - 10月27日 - ジェットスター・ジャパン 大阪/関西線を運航再開（1日1往復）[30]
  - 10月28日
    - ANA 名古屋/中部線を減便（1日3往復→2往復）
    - ティーウェイ航空 ソウル/仁川線を増便（週4→7便）
    - エアソウル ソウル/仁川線を増便（週2→3便）

  - 11月29日 - ティーウェイ航空 大邱線に就航（週3便）[31]
- 2019年（平成31年・令和元年）
  - 3月30日
    - 香港エクスプレス 香港線を運休
    - ティーウェイ航空 ソウル/仁川線を減便（週7→4便）
    - ティーウェイ航空 大邱線を増便（週3→4便）
    - エアソウル ソウル/仁川線を減便（週3→2便）

  - 7月1日 - 熊本国際空港株式会社による熊本空港特定運営事業等、ビル施設等事業開始
  - 7月20日 - 香港エクスプレス 香港線を運航再開（週3便）
  - 8月19日  -  ティーウェイ航空 ソウル/仁川・大邱線を運休
  - 10月27日
    - エアソウル ソウル/仁川線を運休
    - ANA 名古屋/中部線を増便（1日2往復→3往復）
- 2020年（令和2年）
  - 2月25日 - チャイナエアライン 高雄線を運休
  - 3月9日 - 香港エクスプレス 香港線を運休
  - 4月1日 - 熊本国際空港会社が運営会社となり民営化[1][3]
  - 4月7日 - 国内線ターミナルが仮ターミナルに移転[32]
  - 10月25日 - ジェットスター・ジャパン 大阪/関西線を運休
- 2021年（令和3年）
  - 7月16日 - FDA 静岡線が、1日1往復で10年振りに運航再開
  - 10月31日 - 日本航空 大阪/伊丹線を増便（1日3往復→4往復）
- 2023年（令和5年）
  - 1月5日 - ティーウェイ航空 ソウル/仁川線を運航再開（週3便）
  - 2月3日 - ティーウェイ航空 ソウル/仁川線を増便（週3→4便）
  - 3月2日 - ティーウェイ航空 ソウル/仁川線を増便（週4→7便）
  - 3月23日 - 新ターミナルビルオープン[33]。
  - 3月26日 - ANA 名古屋/中部線を減便（1日3往復→2往復）
  - 8月1日 - チャイナエアライン 台北/桃園線にA350-900型機をチャーター便として4往復運航(～9/26)
  - 9月1日 - スターラックス航空 台北/桃園線に就航（週5便）
  - 9月18日 - チャイナエアライン 台北/桃園線に就航（週2便）
  - 10月30日 - スターラックス航空 台北/桃園線を増便（週5→7便）
  - 11月1日 - 香港エクスプレス 香港線を運航再開（週3便）
  - 12月2日 - 香港航空 香港線を7年半ぶりに運航再開（週3便）
  - 12月3日 - チャイナエアライン 台北/桃園線を増便（週2→4便）
- 2024年（令和6年）
  - 1月9日 - FDA 静岡線を運休(4/27～5/6、8/9～8/18,12/28〜1/5は運航)
  - 2月27日 - チャイナエアライン 台北/桃園線を増便（週4→5便）
  - 3月25日 - 香港航空 香港線を増便（週3→4便）
  - 3月31日 - 香港エクスプレス 香港線を運休
  - 4月27日 - FDA 高知線に期間限定で就航(〜5/6、8/9〜8/18)
  - 10月27日 - スターラックス航空 台北/桃園線に冬ダイヤ限定で定期便初となるA330-900neo型機を投入
  - 11月7日 - アシアナ航空 ソウル/仁川線を8年半ぶりに運航再開（週3便）
  - 11月24日 - 大韓航空 ソウル/仁川線に就航（週7便）
  - 12月19日 - イースター航空 釜山線に就航（週7便）
- 2025年（令和7年）
  - 2月3日 - チャイナエアライン 高雄線を5年ぶりに運航再開（週3便）
  - 3月30日
    - ANA 名古屋/中部線を運休
    - FDA 名古屋/小牧線を期間減便（1日3往復→2往復）※9月7日までの計92日間

  - 6月1日 - 香港航空 香港線を週2〜3便に減便し、7月1日より運休
  - 7月11日 - 中国東方航空 上海/浦東線に就航（週2便）
  - 8月3日- チャイナエアライン 高雄線を増便（週3→4便）
  - 12月 - 熊本進入管制区を廃止し、進入・ターミナルレーダー管制を福岡空港事務所に移管予定[34]。

## 施設

### 滑走路
誘導路を備えた長さ3,000メートルの滑走路1本がある。旧空港では1,200メートル、移転後に2,500メートルで供用を開始し、1977年に3,000メートルに延長された。

### 旅客ターミナルビル

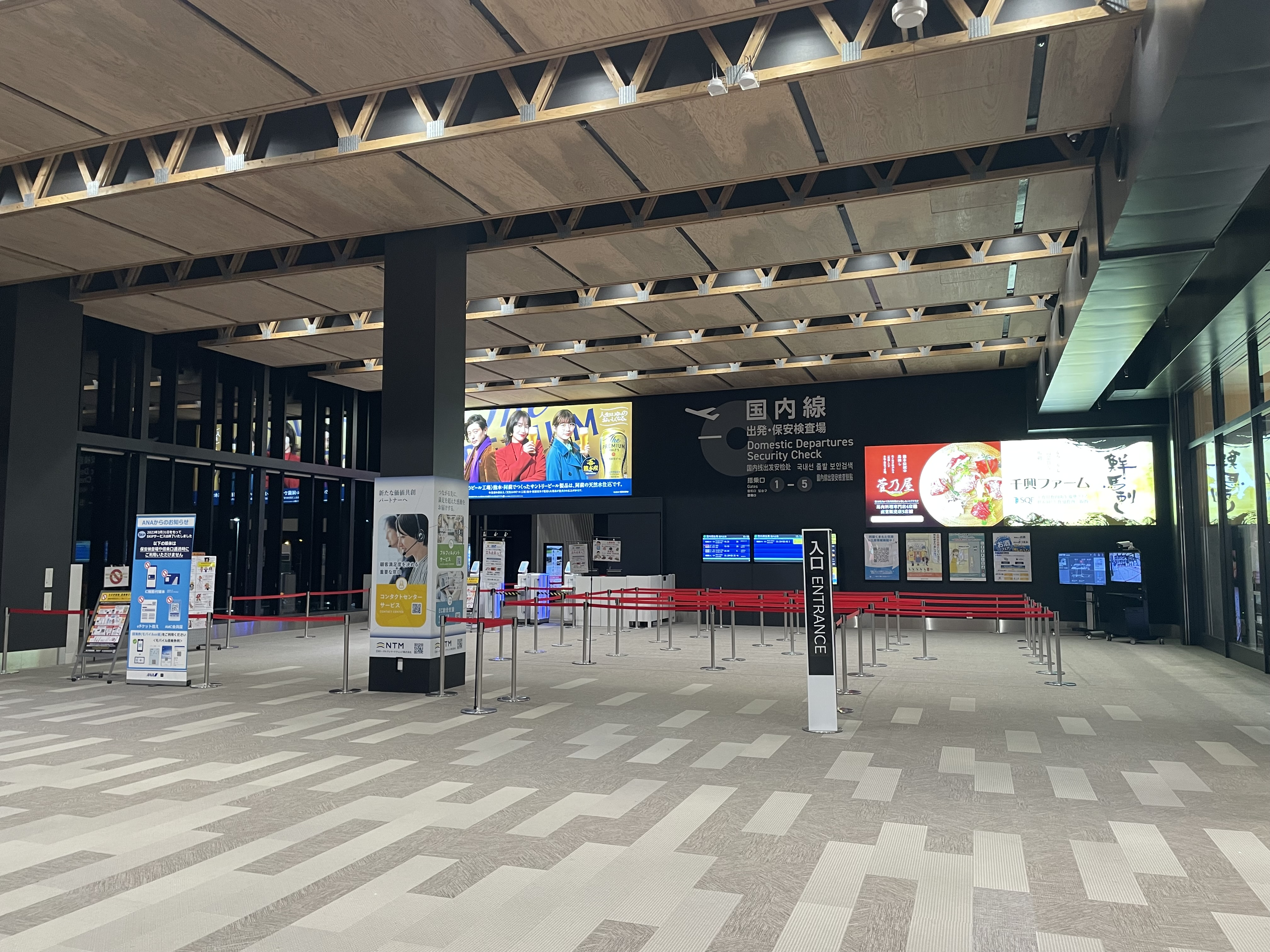
国内線保安検査場

現在の旅客ターミナルは国内線と国際線が一体として2023年3月23日に供用を開始した。熊本国際空港株式会社が運営している。旧旅客ターミナルに比べて面積は1.3倍となり、制限エリア内の商業面積は50倍となった。また国内線制限エリア内の商業エリアは国際線旅客も利用可能である(その場合、保安検査を2度受けることになる)。熊本地震の経験を活かし、震度7の揺れにも耐える構造としており、非常ライフラインを72時間確保することができる。またこれを機に保安検査に地方空港初のスマートレーンを導入し、電子機器や水などの取り出しが不要になったことで混雑が緩和された。もう一つ地方空港初としては国際線チェックインにおいて自動バゲージドロップを導入した。
- 供用開始：2023年3月23日
- 構造：地上4階　ボーディングブリッジ5基 （2、4、5、6スポットはマルチスポットにより最大9機が使用可能）
- 延床面積：37000㎡

2024年10月26日に新たに商業施設(そらよかエリア)が旅客ターミナル東側に開業完了した。(延床面積1400㎡)
ラウンジ
- ラウンジASO（ANA、JAL共用） - クレジットカード・有料ラウンジ　　　※制限エリア内

- 新ターミナルの搭乗口
- 新ターミナルの搭乗カウンター
- 新ターミナル内のギフトショップ

### そらよかエリア
そらよかエリアはそらよかダイニング、そらよかパーク、そらよかビジターセンターの3つで構成される、旅客ターミナルビル東側のエリアである。このエリアは搭乗客しか利用できないターミナル3Fのテナントとは異なり、搭乗客以外のすべての人も利用できるエリアで、2024年10月26日に正式開業した。
そらよかダイニングの開業は当初新旅客ターミナル開業と同時の2023年春を予定していたが、新型コロナウイルスの世界的流行により今後の需要予測が困難となったことにより、開業を2024年秋へとずらした。そのため見送り客や到着客は出発客に比べ、利用できる店舗数に差があることから、多少の不満の声が上がっていた。その声を受け熊本国際空港は方針を変更し、テナントが決まり次第開けていく方針を示している。23年12月からは商業エリア第1号店となる沖縄の飲食店「ポーたま」が出店し、24年4月からは2号店として岩手のハンバーグレストラン「格之進ハンバーグ」が、10月4日には3号店としてファミリーレストラン「ロイヤルホスト」が、11月20日には熊本の馬肉レストラン「菅乃屋」が、最後に11月30日にに台湾牛肉麺などを提供する「一流二事1624」とタピオカを提供する「迷客夏Milksha」のコラボ店舗がオープンした。現在は飲食店5店舗、イートインスペース、自動販売機ゾーン、フォトコン受賞作品の掲示をそらよかダイニング内で行っている。この他に2024年12月25日にフィットネスジムの「choco ZAP」が出店した。
そらよかパークは旧国際線ターミナルビルを解体後に跡地に整備され、2024年10月26日に開業した。芝生エリアやイベントスペースがあり、阿蘇の米塚をイメージした築山やミストシャワーを設けている。また階段でターミナルビル屋上の展望デッキと直接アクセスすることができる。
そらよかビジターセンターは2023年までの仮設ターミナルを改修する形で整備された。2024年12月中旬に肥後銀行が運営する「くまもとSDGsミライパーク」、レンタカーカウンター、スポーツ自転車レンタルの「しゃりんかん」、アウトドア用品レンタルの「アウトドアトラベラーズ」が開業した。

### テナント
| 場所                      | 場所 | 場所              | 店舗名                                     | 業態                                     |
| ------------------------- | ---- | ----------------- | ------------------------------------------ | ---------------------------------------- |
| ターミナルビル            | １F  | 保安検査前        | タリーズコーヒー                           | カフェ                                   |
| ターミナルビル            | １F  | 保安検査前        | 和食りんどう                               | 和食レストラン                           |
| ターミナルビル            | １F  | 保安検査前        | あそ～ら ロビー店                          | 総合土産                                 |
| ターミナルビル            | １F  | 保安検査前        | セブンイレブン                             | コンビニエンスストア                     |
| ターミナルビル            | ３F  | 国内線 保安検査後 | あそ～ら ゲート店                          | 総合土産                                 |
| ターミナルビル            | ３F  | 国内線 保安検査後 | これっと九州沖縄                           | 総合土産/バー                            |
| ターミナルビル            | ３F  | 国内線 保安検査後 | JAL PLAZA                                  | 総合土産                                 |
| ターミナルビル            | ３F  | 国内線 保安検査後 | くまもと旬彩館                             | 総合土産                                 |
| ターミナルビル            | ３F  | 国内線 保安検査後 | gogaku                                     | ファッション                             |
| ターミナルビル            | ３F  | 国内線 保安検査後 | MIYABI クマモトマーケット                  | 雑貨/食品セレクトショップ                |
| ターミナルビル            | ３F  | 国内線 保安検査後 | GIGO                                       | アミューズメント                         |
| ターミナルビル            | ３F  | 国内線 保安検査後 | QSHU HUB                                   | 熊本・九州の PR エリア＆ショップ         |
| ターミナルビル            | ３F  | 国内線 保安検査後 | 阿蘇の逸品                                 | ハム・ソーセージ                         |
| ターミナルビル            | ３F  | 国内線 保安検査後 | おだ商店                                   | からし蓮根                               |
| ターミナルビル            | ３F  | 国内線 保安検査後 | 平家屋                                     | にしめ万十・総菜                         |
| ターミナルビル            | ３F  | 国内線 保安検査後 | 五木屋本舗                                 | 山うにとうふ・油揚げかりふわ             |
| ターミナルビル            | ３F  | 国内線 保安検査後 | 馬肉専門店 菅乃屋                          | 馬刺し土産                               |
| ターミナルビル            | ３F  | 国内線 保安検査後 | 杉養蜂園                                   | 蜂蜜                                     |
| ターミナルビル            | ３F  | 国内線 保安検査後 | お酒の美術館                               | スタンディングバー                       |
| ターミナルビル            | ３F  | 国内線 保安検査後 | 米白餅本舗                                 | フルーツ大福・餅                         |
| ターミナルビル            | ３F  | 国内線 保安検査後 | PREMIUM TENTE                              | フルーツギフト・ソフトクリーム           |
| ターミナルビル            | ３F  | 国内線 保安検査後 | TEASTAND Tsuguto                           | 日本茶・茶粥・茶菓子                     |
| ターミナルビル            | ３F  | 国内線 保安検査後 | WITCH‘S BEER FLIGHT                        | クラフトビール専門店/バー/ボトルショップ |
| ターミナルビル            | ３F  | 国内線 保安検査後 | 珈琲回廊                                   | ドリンク/焙煎豆販売                      |
| ターミナルビル            | ３F  | 国内線 保安検査後 | あか牛食堂よかよか                         | あか牛料理                               |
| ターミナルビル            | ３F  | 国内線 保安検査後 | コッコファーム                             | たまご料理                               |
| ターミナルビル            | ３F  | 国内線 保安検査後 | 馬肉料理 菅乃屋                            | 馬肉料理                                 |
| ターミナルビル            | ３F  | 国内線 保安検査後 | 鮨 福伸                                    | 寿司・海鮮丼                             |
| ターミナルビル            | ３F  | 国内線 保安検査後 | 味千×桂花ラーメン                          | ラーメン                                 |
| ターミナルビル            | ３F  | 国内線 保安検査後 | 阿蘇ミルクチーズケーキ工房 RICO            | チーズケーキ                             |
| ターミナルビル            | ３F  | 国際線 出国審査後 | ASO KUMAMOTO AIRPORT DUTY FREE SHOP 免税店 | （化粧品、香水、酒、たばこ、食品、雑貨） |
| そらよか ダイニング       | １F  | 保安検査前        | ポーたま 阿蘇くまもと空港店                | ポーク玉子おにぎり                       |
| そらよか ダイニング       | １F  | 保安検査前        | 格之進ハンバーグ                           | ハンバーグ                               |
| そらよか ダイニング       | １F  | 保安検査前        | ロイヤルホスト                             | ファミリーレストラン                     |
| そらよか ダイニング       | １F  | 保安検査前        | 菅乃屋                                     | 馬肉・馬刺し                             |
| そらよか ダイニング       | １F  | 保安検査前        | 迷客夏 Milksha ft. 一流二事 1624           | 台湾牛肉麺・タピオカ                     |
| そらよか ダイニング       | １F  | 保安検査前        | chocoZAP（チョコザップ）                   | コンビニジム                             |
| そらよか ビジターセンター | １F  | 保安検査前        | アウトドアトラベラーズ                     | レンタカー＆キャンプギアレンタル         |
| そらよか ビジターセンター | １F  | 保安検査前        | しゃりんかん熊本空港店                     | スポーツ自転車のレンタル・販売・整備     |
| そらよか ビジターセンター | １F  | 保安検査前        | くまもとSDGｓミライパーク                  | SDGs教育専門施設                         |
| そらよか ビジターセンター | １F  | 保安検査前        | タイムズカー熊本空港店                     | レンタカーカウンター                     |
| そらよか ビジターセンター | １F  | 保安検査前        | 熊本日産レンタカー                         | レンタカーカウンター                     |
| そらよか ビジターセンター | １F  | 保安検査前        | バジェットレンタカー熊本空港店             | レンタカーカウンター                     |
| そらよか ビジターセンター | １F  | 保安検査前        | 日産レンタカー 熊本空港店                  | レンタカーカウンター                     |
| そらよか ビジターセンター | １F  | 保安検査前        | Jネットレンタカー熊本空港店                | レンタカーカウンター                     |
| そらよか ビジターセンター | １F  | 保安検査前        | トヨタレンタカー熊本空港店                 | レンタカーカウンター                     |
| そらよか ビジターセンター | １F  | 保安検査前        | ニッポンレンタカー熊本空港営業所           | レンタカーカウンター                     |
| そらよか ビジターセンター | １F  | 保安検査前        | オリックスレンタカー熊本空港益城店         | レンタカーカウンター                     |

### 旧ターミナルビル
2020年までの旧ターミナルビルは、現在の旅客ターミナルの場所に移転した1971年に供用を開始。その後、5次にわたり増改築が行われてきた。1階に到着ロビーとチェックインカウンター、2階に出発ロビーと飲食店・物販店が、3階に展望デッキがある。
旧国際線ターミナル
1983年に供用を開始。1階に到着ロビーとチェックインカウンター、2階に出発ロビーと免税店がある。2023年3月の新旅客ターミナル開業と共に運用を終了し、県警によるテロ対策訓練として活用されたのち、解体された。
- 1999年増築の旧国内線ターミナル
- 旧国際線ターミナル全景
- 2F出発階から3Fのフードコーナーを望む（旧ターミナル）

### 民営化とターミナル建て替え
国土交通省は2018年3月、熊本地震からの復興の加速化や民間のノウハウを活かした利用促進・サービス向上を図るため、2020年4月から運営の民間委託を決定した。運営事業者は、三井不動産を筆頭とする11社によるコンソーシアムが出資する熊本国際空港株式会社である。
熊本国際空港株式会社は、国内線・国際線が一体となった新ターミナルビルを整備し、2023年（令和5年）3月23日に計画通り開業した。
- 仮設ターミナルサテライト棟（解体済み）
- 仮設ターミナルロビー（ビジターセンターとして改修工事中）

## 就航路線
航空会社名が2社以上の場合、最前の航空会社の機材・乗務員で運航する共同運航便（コードシェア便）となる。
※ 語末の★は、格安航空会社（LCC）

### 国内線
2025年3月現在、熊本空港に乗り入れている国内航空会社は6社である。大阪/伊丹線は新幹線との競合路線であるが、時間的にも料金的にもあまり変わらず、ANAが6往復、JALが4往復、AMXが1往復運航している。
| 航空会社                                                                     | 就航地                                |
| ---------------------------------------------------------------------------- | ------------------------------------- |
| 日本航空 (JAL)                                                               | 東京/羽田、大阪/伊丹                  |
| 全日本空輸 (ANA)                                                             | 東京/羽田、大阪/伊丹、沖縄/那覇       |
| ソラシドエア (SNJ) ・ 全日本空輸 (ANA)                                       | 東京/羽田                             |
| フジドリームエアラインズ (FDA) ・ 日本航空 (JAL)                             | 静岡（繁忙期のみの運航）、名古屋/小牧 |
| ジェットスタージャパン (JJP) ★・日本航空 (JAL) (JAL国際線との乗り継ぎ時のみ) | 東京/成田                             |
| 天草エアライン (AMX)・日本航空 (JAL)                                         | 大阪/伊丹                             |
| 天草エアライン (AMX)・日本航空 (JAL) ・全日本空輸(ANA)                       | 天草                                  |

かつて熊本空港に乗り入れていた航空会社
| 航空会社                                     | 就航地                                                            |
| -------------------------------------------- | ----------------------------------------------------------------- |
| 日本航空 (JAL)                               | 名古屋/中部、名古屋/小牧、大阪/関西、神戸、福岡(ソウル便の経由地) |
| 全日本空輸（ANA）                            | 名古屋、名古屋/中部、大阪/関西、宮崎                              |
| 日本エアシステム(JAS)                        | 札幌/新千歳、東京/羽田、名古屋、大阪/伊丹、高松                   |
| スカイマーク(SKY)                            | 東京/羽田、神戸                                                   |
| スカイネットアジア航空(現 ソラシドエア)(SNA) | 那覇                                                              |
| ジェットスター・ジャパン(JJP)★               | 大阪/関西、名古屋/中部                                            |
| 天草エアライン(AMX)                          | 神戸、松山                                                        |

2016年、スカイマークは経営状況や保有機材など条件が揃えば熊本への再就航も視野に入れると発言した。
2023年10月30日、ジェットスター・ジャパンの片岡優社長は大阪/関西線の運航再開を前向きに検討するとした。
2024年1月25日、FDAは2024年夏ダイヤを発表し、静岡線を引き続き運休するが、GWやお盆休みなど大型連休のみは運航すると発表した。また高知線を同期間にチャーター便として運航し、半分の座席数を一般販売した。同社は定期便化を見据えたトライアル運航だとしている。
かつて就航を計画したが実現しなかった航空会社
- 南西航空(現 日本トランスオーシャン航空)　沖縄/那覇線　1975年4月〜
- 日本航空　札幌/新千歳線　1992年〜
- オレンジカーゴ(貨物便)　東京/羽田線　2003年11月〜
- 日本航空インターナショナル(貨物便)　東京/羽田線　2005年7月7日〜
- 春秋航空日本(現 スプリングジャパン)　成田線　2014年5月〜

2021年1月1日、熊本国際空港は仙台線の新規開設を誘致すると発表した。
2023年8月2日、蒲島熊本県知事並びに鈴木北海道知事は札幌/新千歳線の開設の実現を目指すと表明した。AIRDOは同路線を2024年2月と7月に計4往復チャーター便として運航した。
| 行き先       | 旅客数    | 国内線順位 |
| ------------ | --------- | ---------- |
| 東京国際空港 | 約160万人 | 上位08位   |
| 大阪国際空港 | 約046万人 | 上位49位   |

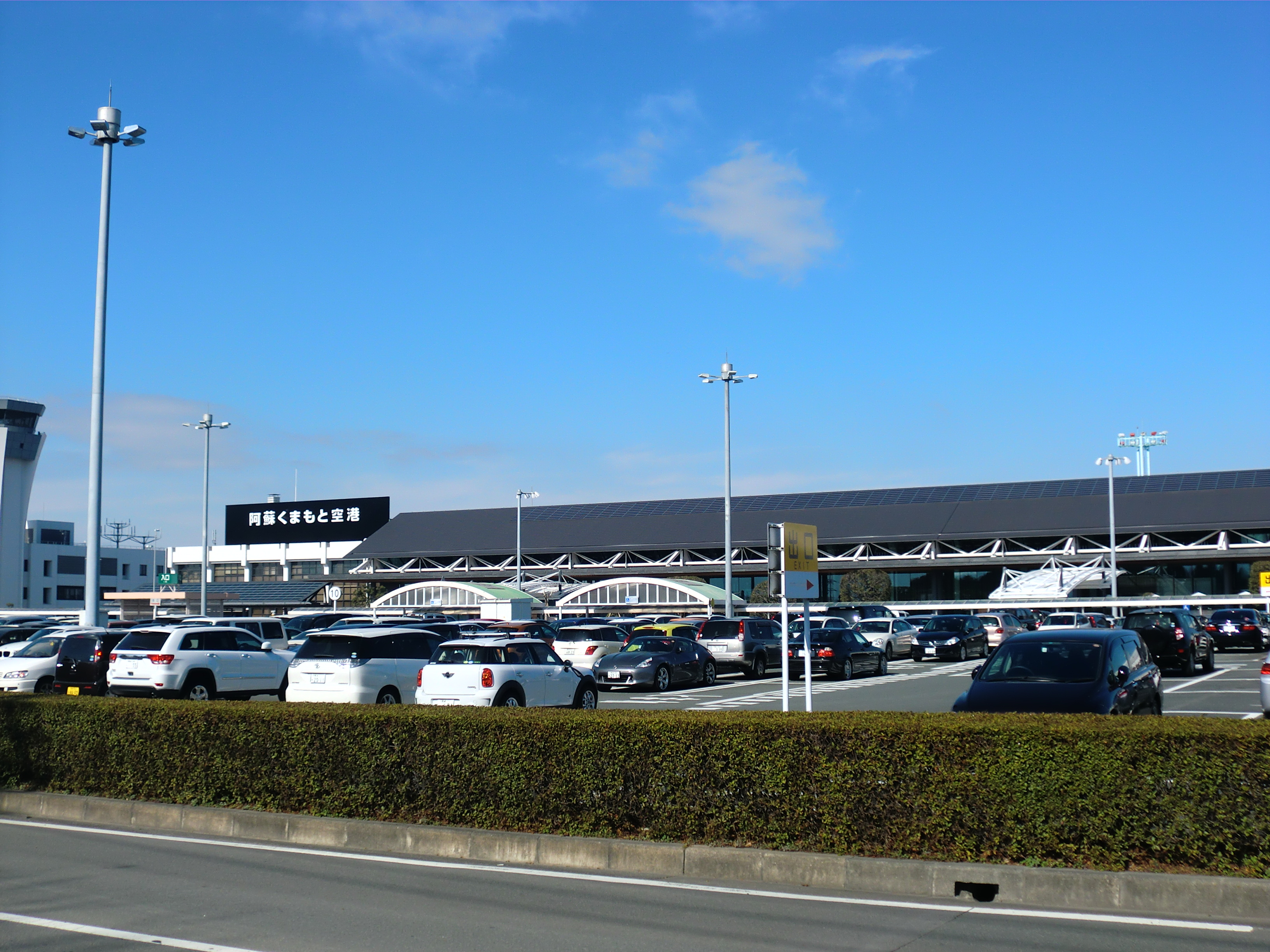
国内線ターミナル全景
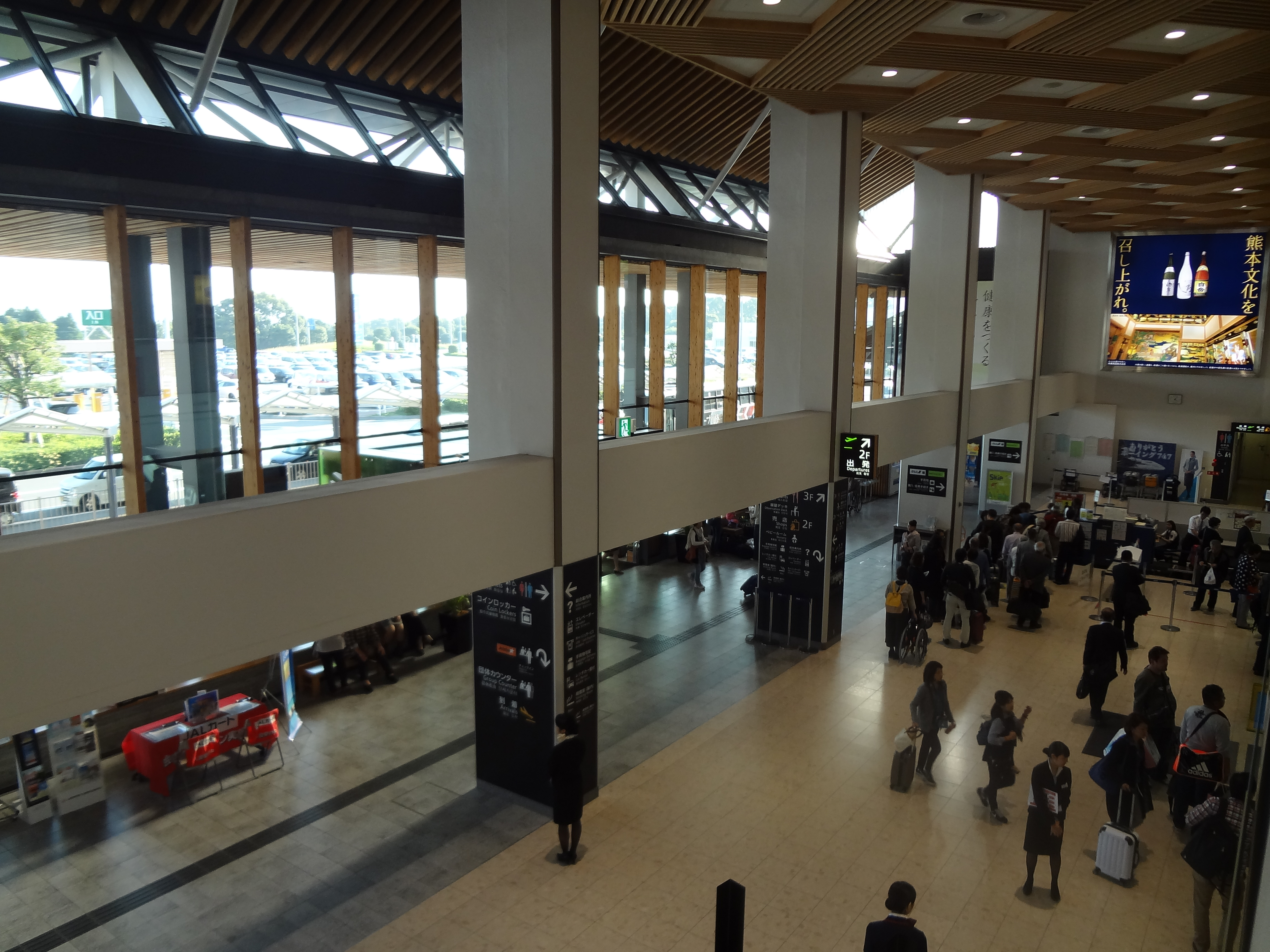
出発エリア
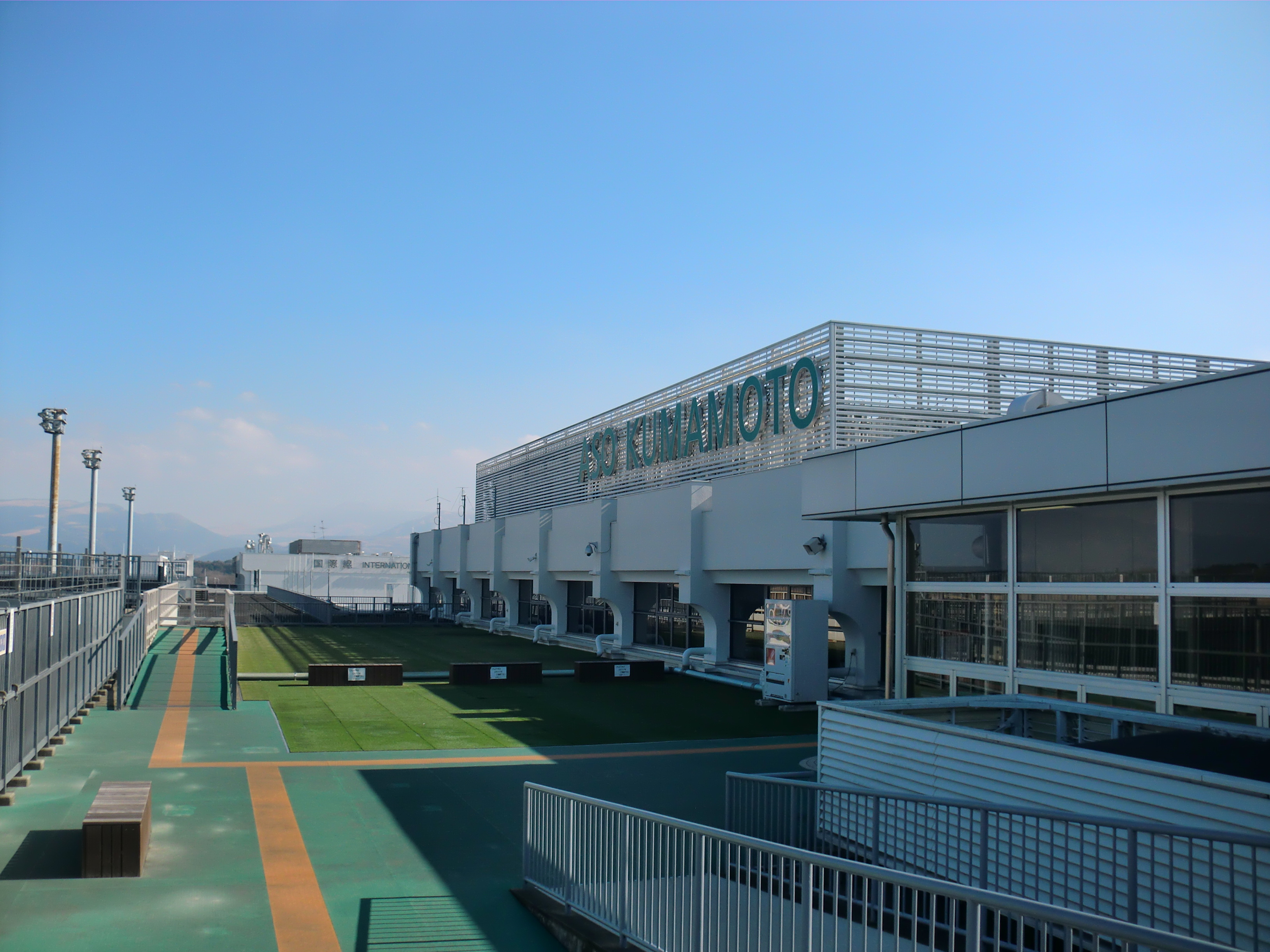
展望デッキ
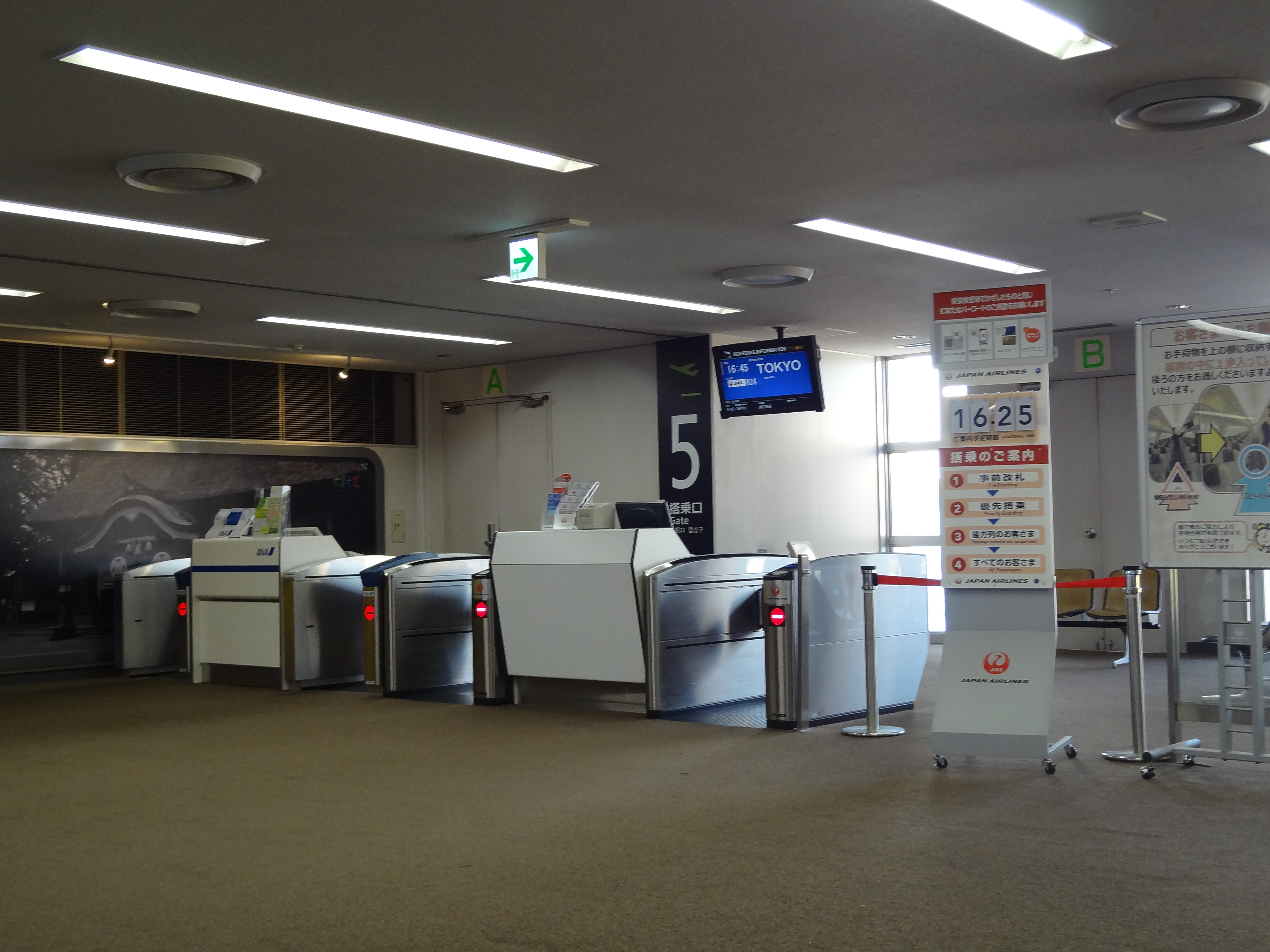
出発ゲート
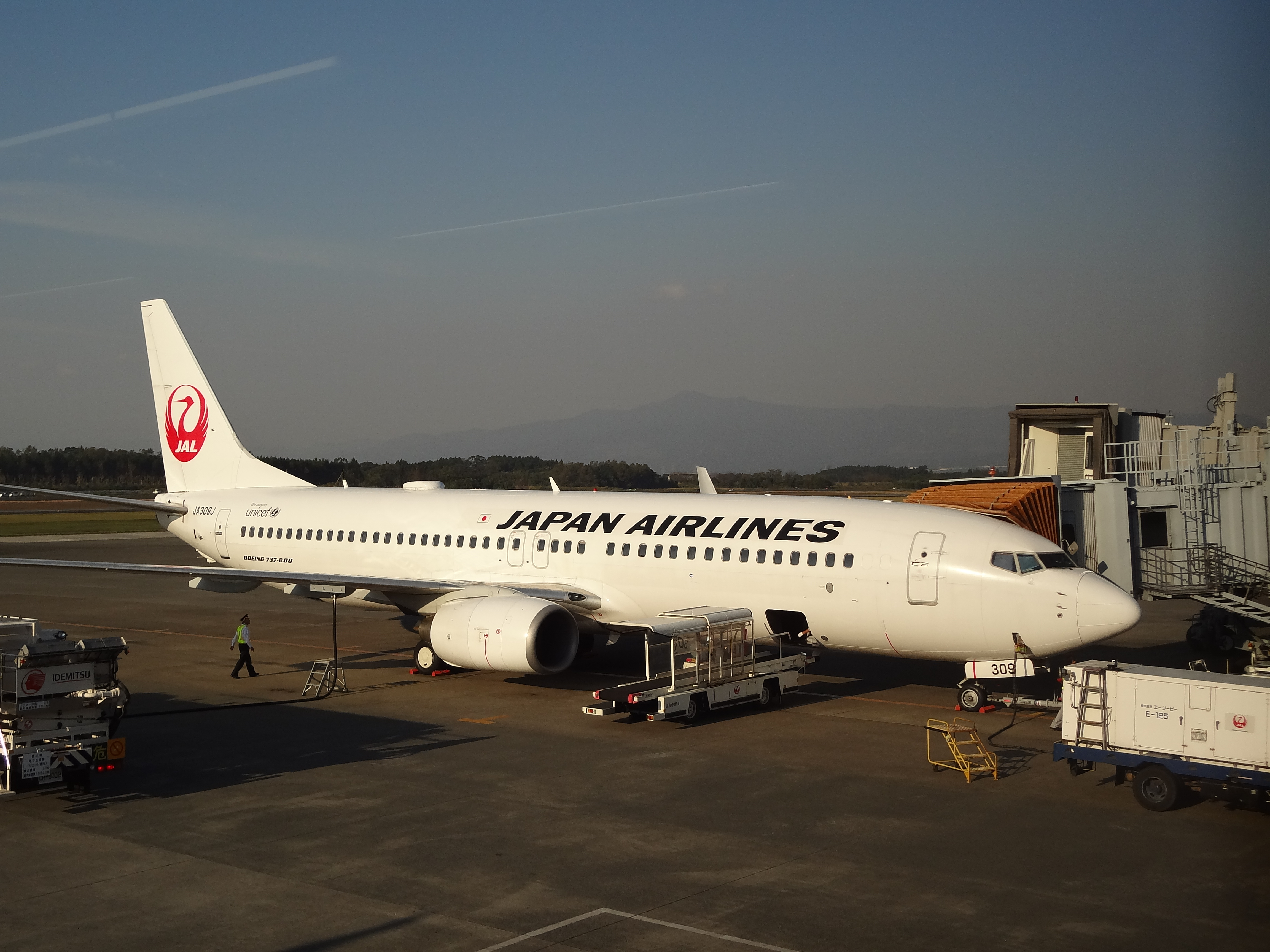
エプロン

### 国際線
2025年7月現在、熊本空港に乗り入れている海外航空会社は8社であり、6都市に合計週38便が運航されている。（運休中の香港線を含む）そのうちソウル/仁川線はトリプルトラック、台北/桃園線はダブルトラックとなっており競合が激しく、各社増便や機材大型化を進めている。国際線は地方空港の中では全国最多の便数を誇り、1日4便～6便が運航される。
| 航空会社                                | 就航地                                                            |
| --------------------------------------- | ----------------------------------------------------------------- |
| 大韓航空 (KE)・ デルタ航空 (DL)         | ソウル/仁川 (週3便)                                               |
| アシアナ航空 (OZ) ・ 全日本空輸 (NH)    | ソウル/仁川 (週3便)                                               |
| ティーウェイ航空 (TW) ★                 | ソウル/仁川 (週7便)                                               |
| イースター航空 (ZE) ★                   | 釜山 (週7便)                                                      |
| チャイナエアライン (CI)・ 日本航空 (JL) | 台北/桃園 (週5便）、高雄 (週3便）※2025年8月3日より週4便に増便予定 |
| スターラックス航空 (JX)                 | 台北/桃園（週7便）                                                |
| 香港航空 (HX)                           | 香港（週4便）※夏ダイヤまで全便欠航                                |
| 中国東方航空 (MU)                       | 上海/浦東（週3便）※2025年8月20日より週2便で運航予定               |

過去に熊本空港に乗り入れていた航空会社
| 航空会社                    | 就航地                                                    |
| --------------------------- | --------------------------------------------------------- |
| 日本航空 (JL)               | ソウル/金浦 (1979年〜1994年)                              |
| 大韓航空 (KE)               | ソウル/金浦 (1979年〜1981年)（1991年～1997年）            |
| エアプサン (BX)★            | 釜山 (2017年〜2018年)《定期チャーターで20席ずつ一般販売》 |
| エアソウル (RS)★            | ソウル/仁川 (2017年〜2019年)                              |
| ティーウェイ航空 (TW)★      | 大邱 (2018年〜2019年)                                     |
| マンダリン航空 (AE)         | 高雄（2013年〜2015年）《プログラムチャーター》            |
| 香港エクスプレス航空 (UO) ★ | 香港 (2017年〜2019年) (2023年〜2024年)                    |

乗り入れを計画したが就航に至っていない航空会社
| 航空会社                | 就航地                                                                  |
| ----------------------- | ----------------------------------------------------------------------- |
| エアロK (RF)            | 清州 2023年12月〜 、ソウル/仁川 2024年〜                                |
| マンダリン航空 (AE)     | 台中                                                                    |
| 遠東航空 (EF)           | 台北/桃園（週3便）2016年7月6日～                                        |
| タイガーエア台湾 (IT)   | 台北/桃園                                                               |
| ジェットスター香港 (JM) | 香港                                                                    |
| 中国南方航空 (CZ)       | 北京/首都(大連経由)                                                     |
| 春秋航空 (9C)           | 南寧、桂林                                                              |
| ラオス国営航空 (QV)     | ルアンパバーン（週2便）、ヴィエンチャン（週2便）ともに2020年3月18日〜。 |
| タイ・エアアジア X (XJ) | バンコク/ドンムアン                                                     |

2021年1月1日、熊本国際空港は成都線の定期便を誘致していることを明らかにした。
2023年6月27日、韓国の新興LCCであるエアロKは、今後清州線の開設を計画していることを明らかにした。
また2023年8月2日、韓国聯合紙は清州〜熊本線を2023年10月〜12月の間から開設する計画だと報じたが、路線開設には至っていない。
2024年5月15日、エアロKは3年間の清州空港の使用義務が終了しソウル/仁川発着路線を開設できるようになったことから、熊本線を年内にも開設することを発表した。しかし現在も熊本線は開設に至っていない。果たして2路線とも開設するのかは不透明だが、エアロKは2025年以降の機材の受領次第としており、その実現性は曖昧な状態となっている。
2023年12月2日、香港航空の張有強会長は、熊本空港の人員などの受け入れ環境が整えば、翌年3月の夏ダイヤから週7往復(毎日運航)に増便を検討すると発言した。2024年4月25日現在、週4往復に増便して運航している。しかし、2025年7月5日に日本で大地震が起こるという竜樹諒氏の予言が入っている書籍「私が見た未来」が香港や台湾で翻訳され重版され、また有名な風水師がこれを取り上げたことで多くの香港人が訪日を取りやめることとなった。日本政府は悪質なデマであるとし、現代では地震の完全なる予知は不可能だとして冷静な判断を呼びかけたが、地方と香港を結ぶ路線はこの影響を大きく受け各地減便・運休が発生することとなった。熊本線では5月から6月にかけて週あたり1〜2便を減便して対応したが、7月が近づくにつれ次第に影響は大きくなり、7月1日より夏ダイヤ間は全便欠航となっている。
2024年2月28日、台湾の民進党国会議員である邱志偉議員は、チャイナエアラインと交通部（国土交通省に相当）半年以内の熊本〜高雄線の運航再開を呼びかけた。2024年5月16日、台湾民航局は2024年冬スケジュールから熊本〜高雄線を再開させる方針を示した。2024年9月4日、チャイナエアラインが熊本～高雄線を2025年1月から週3往復で再開することが報じられたが、詳しい再開日やダイヤは未発表となっていた。2024年11月16日、チャイナエアラインは熊本～高雄線を2025年2月3日より運航再開することを決定した。2024年11月29日、チャイナエアラインは正式に熊本〜高雄線を2025年2月3日より週3往復で再開することを発表した。実に5年ぶりの運航再開となる。さらに2025年6月10日、同路線を2025年8月3日より週4往復に増便することを発表した。またこの他にもチャイナエアラインは熊本〜台北/桃園線をデイリー運航に増便することを検討中である。
2024年6月4日、スターラックス航空の梁文龍客運商務長は、熊本〜台北/桃園線の高搭乗率が維持できているため今後の増便を検討していると発言した。そのため、同路線の需要増に伴い2024年10月27日からは熊本初となるA330-900neo型機を投入することが決定した。この他にスターラックス航空は熊本〜台中線や高雄線の開設を検討しており、熊本でのさらなる事業拡大を計画している。
2025年1月8日、カナダのエドモントン空港公団は、2027年を目処に熊本までの直行便を開設させる方向で調整を進めていることが明らかとなった。エドモントン空港公団は、熊本にTSMC工場が立地したことや、熊本県が熊本空港周辺で進める再エネタウン化に着目し、同じく再生可能エネルギー関連が集積するエドモントン国際空港との交流を深めたいとしている。まずは2026年夏にチャーター便の運航から始めるとし、もし定期便が実現すれば熊本空港にとって初の北米路線・長距離国際線となるだけでなく、日本とエドモントンを結ぶ唯一の直行便となる。

## 就航都市

### 国内線
- 関東：東京/羽田、東京/成田
- 東海：静岡（大型連休のみ運航）、名古屋/中部（2025年3月29日から運休）、名古屋/小牧
- 関西：大阪/伊丹
- 九州・沖縄：沖縄/那覇
- 県内：天草

### 国際線
- 韓国：ソウル/仁川、釜山
- 台湾：台北/桃園、高雄
- 香港：香港※運休中
- 中国：上海/浦東

## アクセス
- 九州産交バス
  - 熊本 - 熊本空港線 西部車庫・熊本駅・熊本桜町バスターミナル発着便（グランメッセ熊本、自衛隊、熊本県庁、水前寺公園、通町筋経由）
  - たかもり号 高森駅発着便
- 九州産交バス・宮崎交通
  - たかちほ号・あそ号 延岡駅前バスセンター発着便（高森駅、五ヶ瀬町、高千穂経由）
- 九州産交バス・大分バス
  - やまびこ号 大分発着便（大津駅南口、阿蘇駅、宮地駅、竹田経由）
- 九州産交バス
  - 九州横断バス 由布院・別府駅発着便（阿蘇駅、黒川温泉）
- 神園交通
  - すーぱーばんぺいゆ号 八代港（くまモンポート・八代外港）発着便（八代市内、八代駅、新八代駅経由）
- 大阿蘇大津タクシー
  - 空港ライナー 肥後大津駅発着便　（無料連絡バス）    - 2Fから見た空港リムジンバス

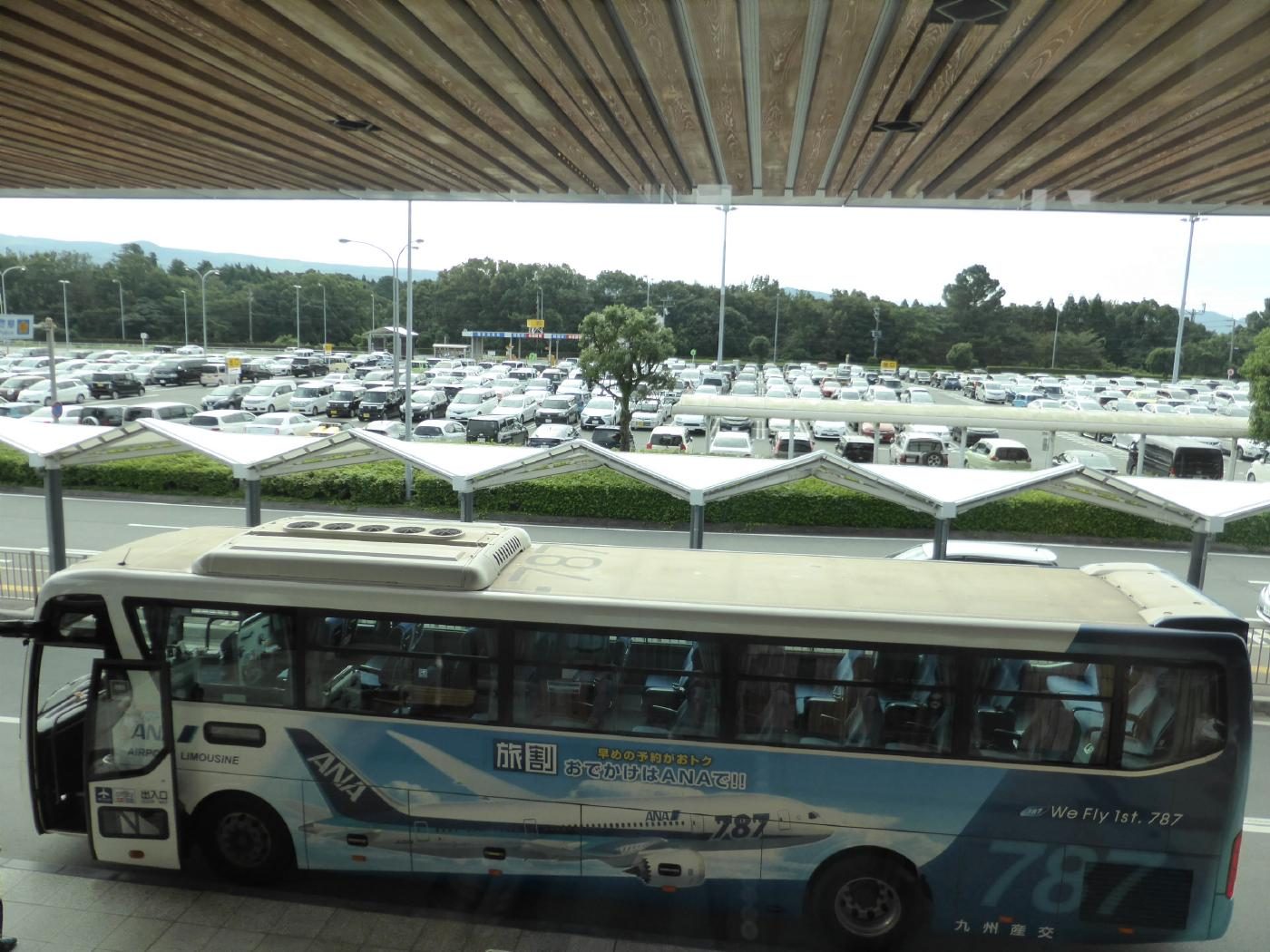
2Fから見た空港リムジンバス
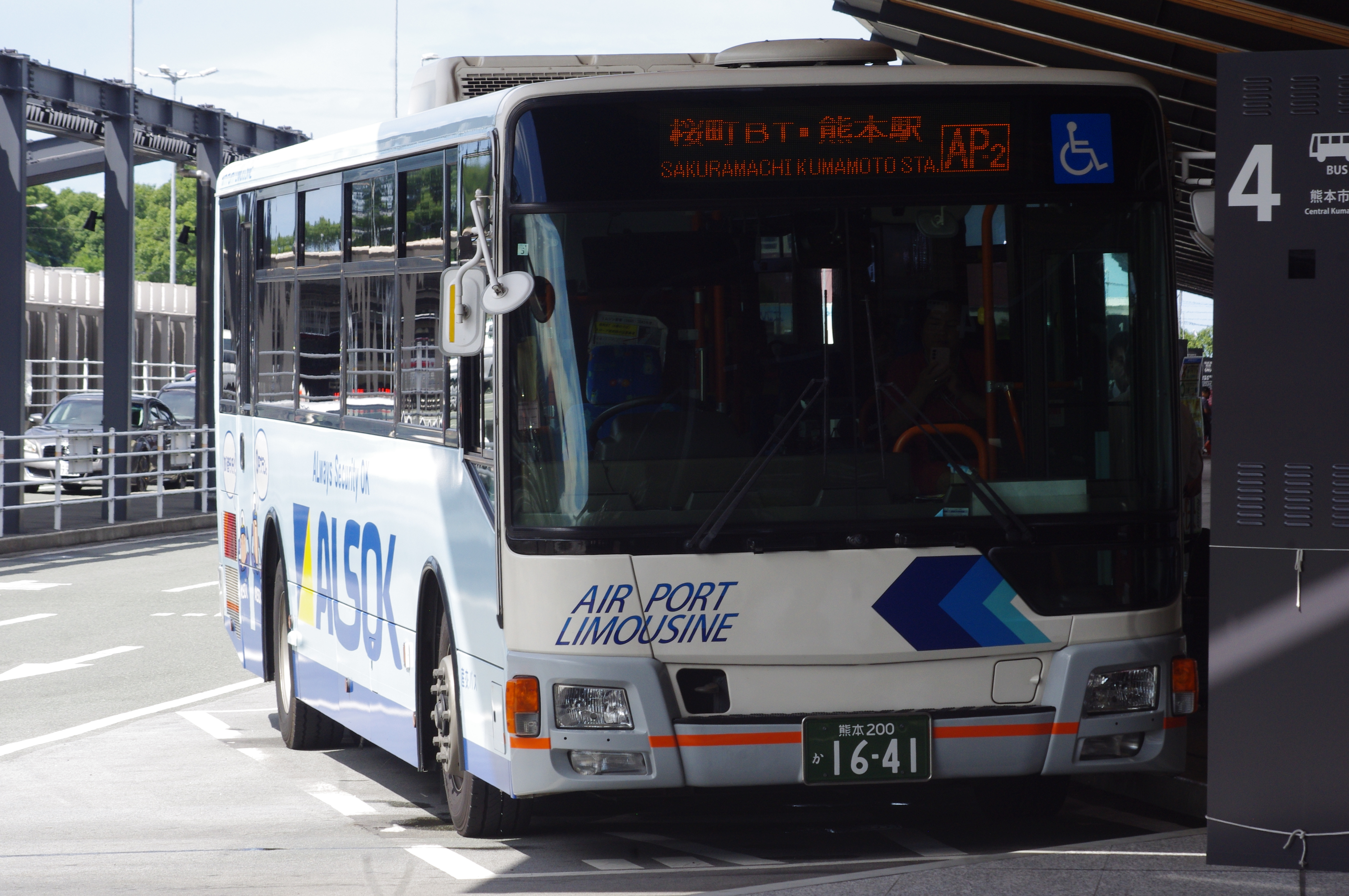
空港リムジンバス
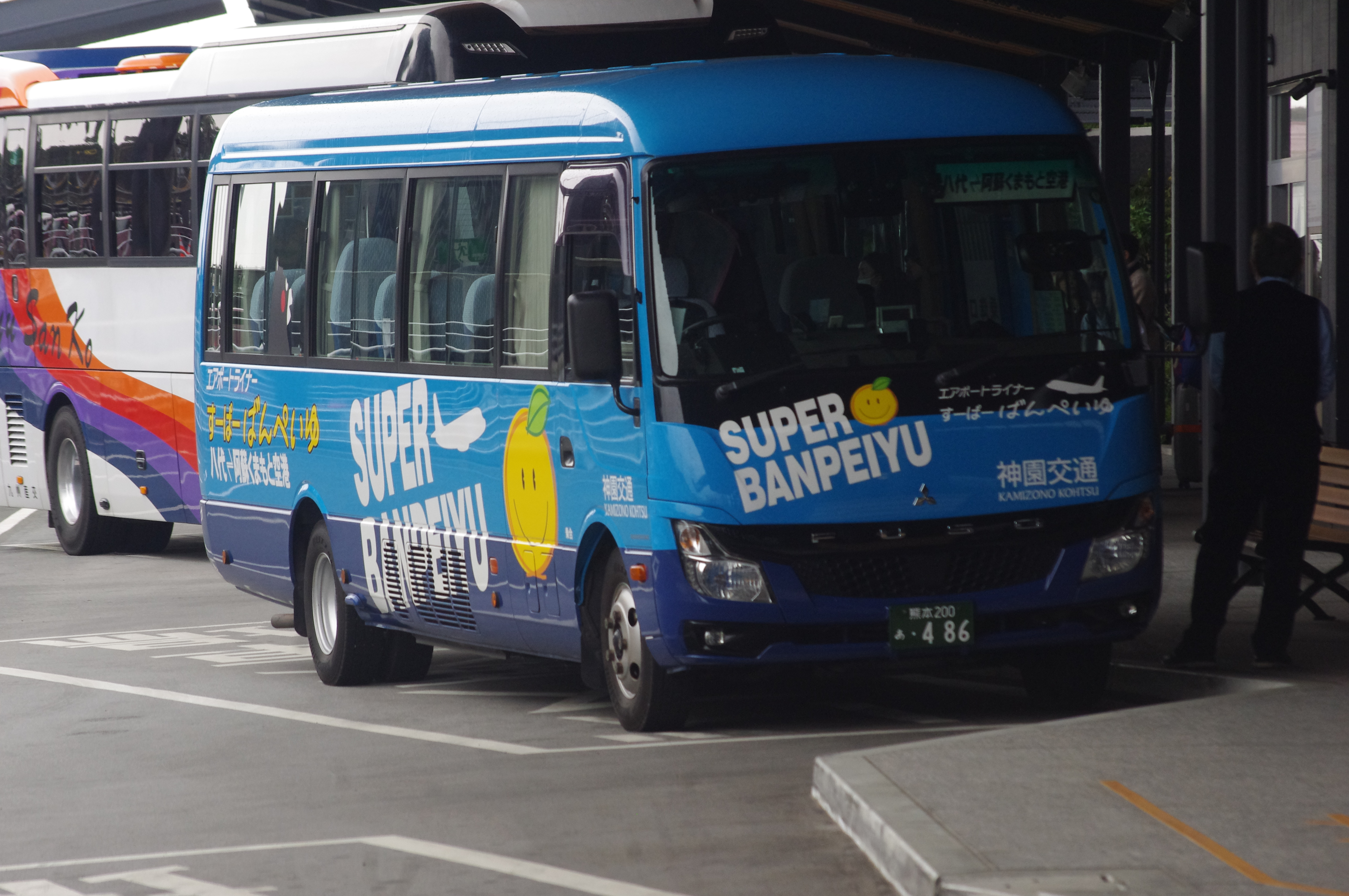
すーぱーばんぺいゆ号

    - 空港リムジンバス
    - すーぱーばんぺいゆ号

### バスのりば
- 2025年4月現在

| 方面                                              | 運行事業者                               | 系統・行先 | 備考                                                           |
| ③のりば                                           | ③のりば                                  | ③のりば | ③のりば                                                        |
| ------------------------------------------------- | ---------------------------------------- | --- | -------------------------------------------------------------- |
| 阿蘇・黒川温泉 大分・高千穂 空港特快 （熊本市内） | 産交バス・大分バス                       | やまびこ号：大分（阿蘇駅、竹田経由） |                                                                |
| 阿蘇・黒川温泉 大分・高千穂 空港特快 （熊本市内） | 産交バス                                 | 九州横断バス （定期観光バス）：黒川温泉・由布院駅前バスセンター・別府駅前本町                                                                              |                                                                |
| 阿蘇・黒川温泉 大分・高千穂 空港特快 （熊本市内） | 産交バス                                 | 熊本 - 阿蘇山上ターミナル線：阿蘇山上ターミナル（阿蘇ファームランド・草千里(阿蘇火山博物館前)経由）                                                        | 1日1便のみ                                                     |
| 阿蘇・黒川温泉 大分・高千穂 空港特快 （熊本市内） | 産交バス・宮崎交通                       | たかちほ号：延岡（高森駅交流施設・五ヶ瀬町役場・高千穂バスセンター経由）                                                                                   | 1日1便のみ（宮崎交通便は運休中）                               |
| 阿蘇・黒川温泉 大分・高千穂 空港特快 （熊本市内） | 産交バス                                 | TM・たかもり号 ：高森駅交流施設（西原役場前・久木野・中松駅前経由）                                                                                        |                                                                |
| 阿蘇・黒川温泉 大分・高千穂 空港特快 （熊本市内） | 産交バス                                 | AP-1・空港快特バス：桜町バスターミナル | 途中停車は「通町筋」のみ                                       |
| ④のりば                                           |                                          | |                                                                |
| 熊本市内                                          | 産交バス                                 | AP-2・空港リムジンバス：熊本駅（県庁前・通町筋・桜町バスターミナル経由）AP-3・空港リムジンバス：西部車庫（県庁前・通町筋・桜町バスターミナル・熊本駅経由） |                                                                |
| 熊本市内                                          | 産交バス                                 | TM・たかもり号 ：西部車庫（県庁前・交通局前・通町筋・桜町バスターミナル・熊本駅経由）                                                                      |                                                                |
| 熊本市内                                          | 産交バス・大分バス                       | やまびこ号：熊本駅（桜町バスターミナル） |                                                                |
| 熊本市内                                          | 産交バス・宮崎交通                       | たかちほ号：熊本駅（桜町バスターミナル） |                                                                |
| 熊本市内                                          | 産交バス                                 | 熊本 - 阿蘇山上ターミナル線：熊本駅（桜町バスターミナル）                                                                                                  |                                                                |
| 熊本市内                                          | 産交バス                                 | 九州横断バス （定期観光バス）：熊本駅（桜町バスターミナル）                                                                                                |                                                                |
| ⑤のりば                                           |                                          | |                                                                |
| 八代 テクノポリス                                 | 神園交通                                 | すーぱーばんぺいゆ：新八代・八代駅・八代市内・八代港（くまモンポート前）                                                                                   |                                                                |
| 八代 テクノポリス                                 | 産交バス                                 | 熊本駅直行便：熊本駅・西部車庫 | 毎日6時53分（1便）のみ運行、熊本市中心街には行かない。         |
| 八代 テクノポリス                                 | 産交バス                                 | K4-2・熊本駅 - テクノポリス線：熊本駅（テクノポリス・県庁前・通町筋・桜町バスターミナル経由）                                                              | 平日夕方2便のみ運行                                            |
| ⑥のりば                                           |                                          | |                                                                |
| JR肥後大津駅                                      | 大阿蘇大津タクシー（熊本県から運行委託） | 空港ライナー：肥後大津駅南口 | 運賃は無料、ワゴン型車両で運行につき乗車多数の場合は増車対応。 |

### 道路
- 九州自動車道・益城熊本空港インターチェンジ

### 空港アクセス鉄道計画
熊本県は豊肥本線の支線として空港に乗り入れる空港連絡鉄道の建設を検討している。分岐点として「三里木駅」「原水駅」「肥後大津駅」の3案が検討されたが、有識者による検討委員会で「肥後大津ルートが妥当」と判断された。県は今後、国やJR九州と調整を進め、2034年度末の開業を目指す。2022年11月29日、蒲島郁夫熊本県知事と古宮洋二JR九州社長が肥後大津ルートを採用することで合意した。

## 周辺の施設
- テクノ中央緑地公園
  - かつては公園付近に熊本地震後、被災住民のための多くの仮設住宅や店舗などが建ち並ぶ「テクノ団地」が存在した。
- ホテル熊本エミナース
- 熊本空港カントリークラブ
- 再春館ヒルトップ
- 東海大学阿蘇くまもと臨空キャンパス
  - 東海大学宇宙情報センターを敷地内に内包
- 崇城大学空港キャンパス

他にもニッポンレンタカー・トヨタレンタカー・ニコニコレンタカーといったレンタカー店や、個人経営の有料駐車場などが点在する。

## 旧熊本空港（健軍飛行場）について
- 当時の空港位置  北緯32度48分23.37秒 東経130度45分47.23秒 / 北緯32.8064917度 東経130.7631194度

熊本空港が現在地に移る以前の旧空港は現在の熊本市北東部（長嶺・月出地区）に存在した。この空港は戦時中に陸軍の飛行場（東町に存在した旧三菱重工熊本航空機製作所に付属）として建設された後、1960年に民間転用された。当時は住居表示実施前であり、空港敷地の地名は健軍町（滑走路の一部は熊本市合併前の飽託郡託麻村）であったので一般的には「健軍空港（健軍飛行場）」と呼ばれ、広く熊本県民に親しまれていた。滑走路の総延長は1200mであり、当時の東京までの所要時間（途中経由地あり）はプロペラ機で5時間15分であった。
市街地にも近く立地的には便利であったが、滑走路が短くジェット化に対応することが難しかったことから1971年に現在地（高遊原）に移転した。
現在、空港ターミナルの跡地は熊本県立大学のキャンパスとなり、滑走路の南側の一部は片側一車線の道路として転用されたが、のちの1999年に「国体道路」の一部として取り込まれた際に片側二車線に拡幅された。現在でも当時の滑走路部分（旧免許センター跡・ジョイフル熊本帯山店 - 市営長嶺団地・モスバーガー長嶺日赤通り店の場所）までは道路が一直線に伸びている。また、滑走路跡を公共用地として転用したことから、国体道路のこの部分の北側には道路に沿って旧免許センター・熊本県赤十字血液センター・熊本赤十字病院・日赤熊本健康管理センター・熊本県身体障害者福祉センター・熊本県児童福祉相談所・業務スーパー長嶺店（旧：RKKカルチャーセンター（解体済み））・市営長嶺団地と、公共の施設や公営団地が帯状に連なっている。
- 三式戦闘機「飛燕」の停まる健軍飛行場（1945年10月15日）
- 陸軍熊本/健軍飛行場の空中写真（1948年）
国土交通省 国土地理院 地図・空中写真閲覧サービスの空中写真を基に作成
- 旧熊本空港の白黒空中写真（1969年撮影）
国土交通省 国土地理院 地図・空中写真閲覧サービスの空中写真を基に作成
- 旧熊本空港の滑走路跡の一部現況（赤線内側・空撮）